# Hamburg (F-220)
L'Hamburg (pennant number F-220 e secondo la designazione NATO: FGS Hamburg) è una fregata multiruolo di classe Sachsen, quarta nave della Deutsche Marine a prendere il nome dalla città-stato Amburgo.
Il contratto di costruzione venne assegnato alla Howaldtswerke-Deutsche Werft di Kiel e l'impostazione della chiglia avvenne il primo settembre 2000. Varata il 16 agosto 2002 è entrata in servizio il 13 dicembre 2004 con l'allora fregattenkapitän Rainer Engelbert al comando.

## Storia
In seguito alle prove in mare, la nave fu assegnata alla 2ª Flottiglia Fregate con base a Wilhelmshaven.
Dal novembre 2010 al marzo 2011, l'Hamburg fu la prima nave della sua classe ad essere assegnata alla missione antipirateria - EU NAVFOR ATALANTA - organizzata dall'UE al largo delle coste del Corno d'Africa.

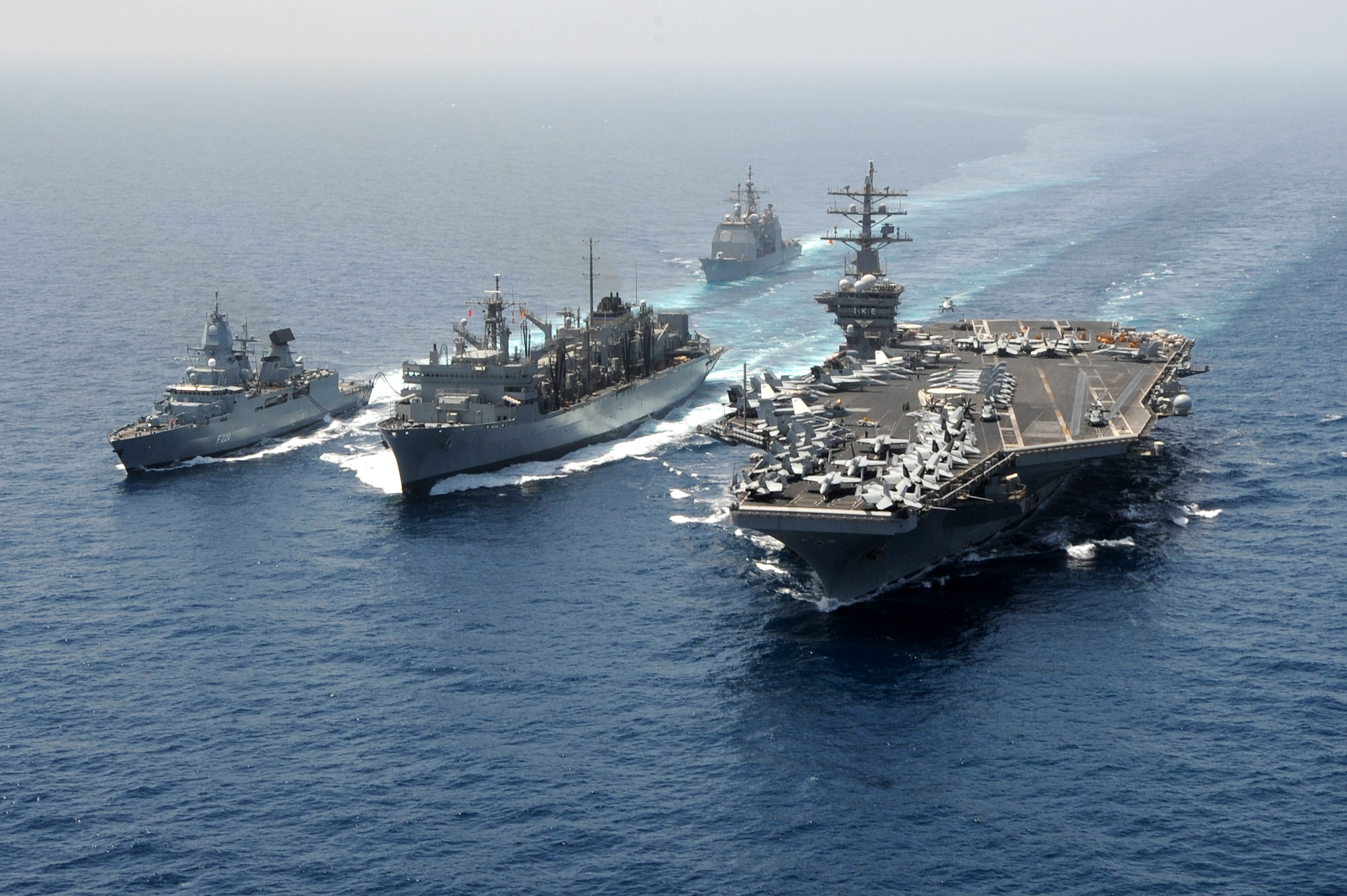
Il Carrier Battle Group della USS Dwight D. Eisenhower - a destra -, insieme alla USNS Bridge - al centro - e alla FGS Hamburg - a sinistra -, in seconda fila la USS Hue City.

Tra il 24 marzo 2013 e il 3 giugno 2013, coordinò e monitorò tutti i movimenti di volo entro un raggio di circa 180 km per il gruppo da battaglia della portaerei Dwight D. Eisenhower, compresi tutti i decolli e gli atterraggi sulla portaerei. Il carrier battle group comprendeva anche l'incrociatore lanciamissili USS Hué City, formando con le due navi precedenti lo US Carrier Strike Group VII. Per la prima volta nella storia della Marina americana, ad una fregata tedesca fu affidata la sola protezione di una portaerei americana. L'area operativa era il Mediterraneo e, dopo aver attraversato il Canale di Suez, il Mar Arabico e il Golfo Persico.
L'11 febbraio 2014 l'Hamburg lasciò il suo porto di Wilhelmshaven (base navale di Heppenser Groden) insieme alle fregate Mecklenburg-Vorpommern, Augsburg, la corvetta Oldenburg e la nave da rifornimento Frankfurt am Main per partecipare all'annuale associazione operativa e addestrativa (EAV) della Deutsche Marine. Fino alla fine dell'EAV, avvenuto il 20 giugno 2014 a Kiel, la fregata prese parte a diverse manovre tra il circolo polare artico e l'equatore. In questo dispiegamento l'Hamburg fece scalo in tredici porti in nove paesi differenti. Durante questo periodo prese parte anche all'825° anniversario del porto di Amburgo (dal 9 all'11 maggio 2014), dove guidò la parata d'ingresso.
Dal 20 agosto al 4 settembre 2014, l'Hamburg scortò la nave speciale americana Cape Ray, sulla quale vennero distrutte le armi chimiche siriane. Guidò la Cape Ray attraverso l'Atlantico nord-orientale e attraverso il Mare del Nord e il Mar Baltico fino ai porti di destinazione in Finlandia e Germania.
L'8 giugno 2015, la fregata di classe Sachsen salpò per il Mediterraneo dal suo porto di Wilhelmshaven come nave ammiraglia dello Standing NATO Maritime Group 2 (SNMG2). Tra le altre cose, prese parte all'importante esercitazione NATO Trident Juncture e navigò come parte dell'operazione Active Endeavour (OAE). Tornò a Wilhelmshaven il 20 dicembre 2015.
Nel 2017, durante la sosta in cantiere, è stata effettuata una “rigenerazione hardware CDS F124”. L'hardware del Combat Direction System (CDS, corrispondente al sistema di comando e dispiegamento delle armi) è stato rinnovato e il software corrispondente è stato adattato e modernizzato.
Nel novembre 2020, nell’ambito dell’operazione Irini, la fregata Hamburg fermò la nave turca Roseline A a circa 200 chilometri a nord di Bengasi perché c’erano indizi di traffico di armi verso la Libia. Poco dopo l'inizio dell'ispezione della nave mercantile, questa venne annullata a causa delle proteste del governo turco. Durante la perquisizione non vennero trovate armi, ma solo alcuni dei 150 container erano stati perquisiti quando l'operazione venne interrotta.
Nel maggio 2021 l'Hamburg prese parte ad un addestramento con bersagli nel Mare del Nord. Gli obbiettivi di terra, disposti su un arcipelago chiuso - parte del Centro di prova norvegese di Andoya - al largo dell’isola di Andya, nell’arcipelago norvegese di Vesteren, vennero colpiti dai missili delle navi che presero parte alla campagna missilistica. L'Hamburg lanciò un totale di ben 17 missili (ESSM, SM-2 e RAM) contro 15 obiettivi aerei e due marittimi (Harpoon) e, con il suo cannone principale da 76 millimetri, sparò 150 colpi.

## Comandanti
Lista di comandanti del FGS Hamburg e relativa data di assunzione del comando:
1. Fregattenkapitän Rainer Engelbert: 13 dicembre 2004;[2]
2. Fregattenkapitän Helge Detlef Risch: 29 settembre 2006;
3. Fregattenkapitän Frank Schwarzhuber: 2008;
4. Fregattenkapitän Ralf Kuchler: 2011;
5. Fregattenkapitän Axel Schulz: 1 luglio 2013;[12]
6. Fregattenkapitän Steffen Lange: 30 aprile 2015;[13]
7. Fregattenkapitän Christian Herrmann: 27 settembre 2017;[14]
8. Fregattenkapitän Jan Fitschen: 26 marzo 2020;[15]
9. Fregattenkapitän Andreas Schmidt: 6 ottobre 2023.[16]

## Galleria d'immagini

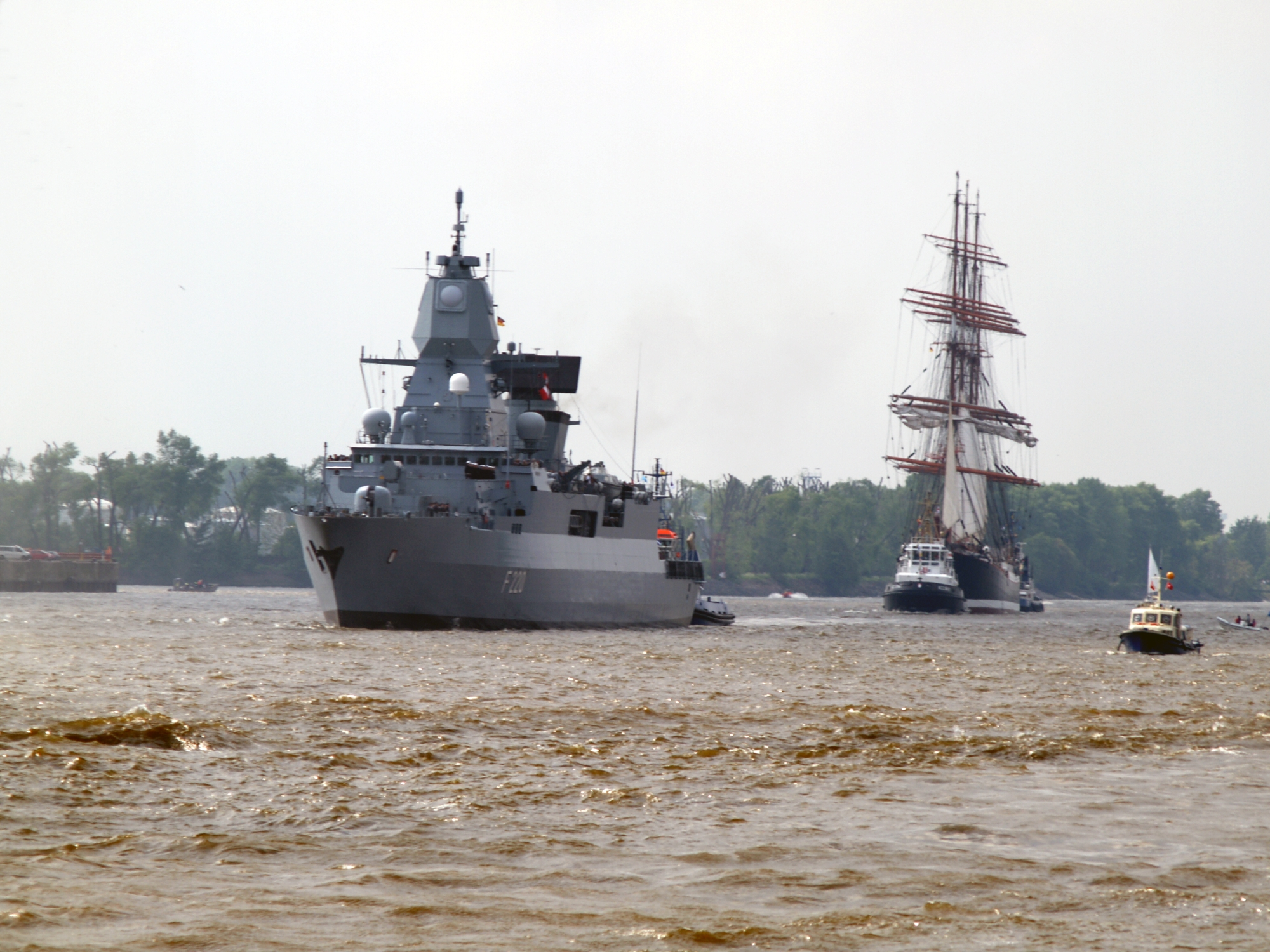
L'Hamburg e il STS Sedov alla parata di ingresso per l'anniversario del porto di Amburgo, 8 maggio 2009.
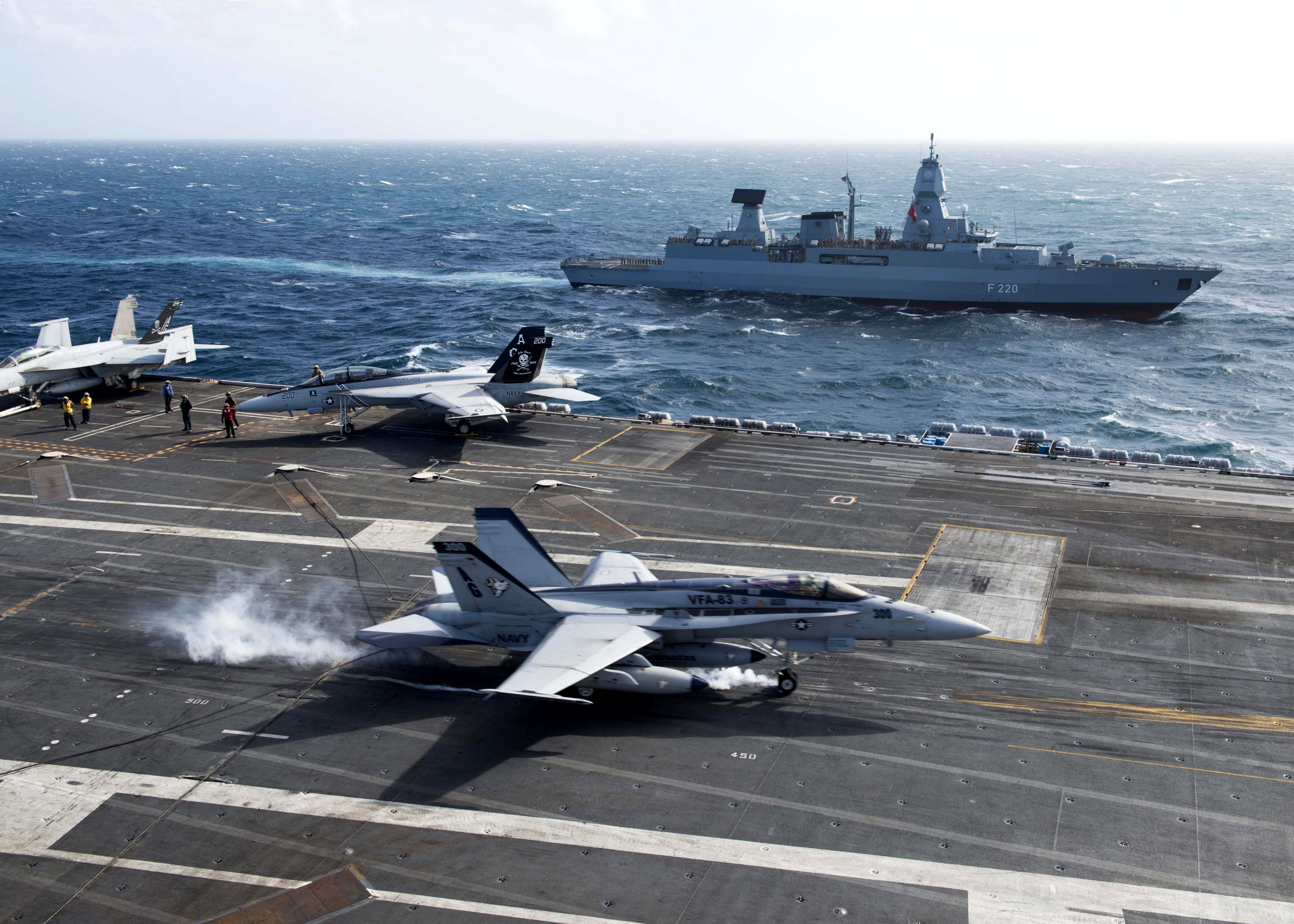
Tre F-18C, due del VFA-103 e uno, quello in fase di decollo, del VFA-83 sul ponte di volo della USS Eisenhower, in sfondo si vede la FGS Hamburg, marzo 2013.
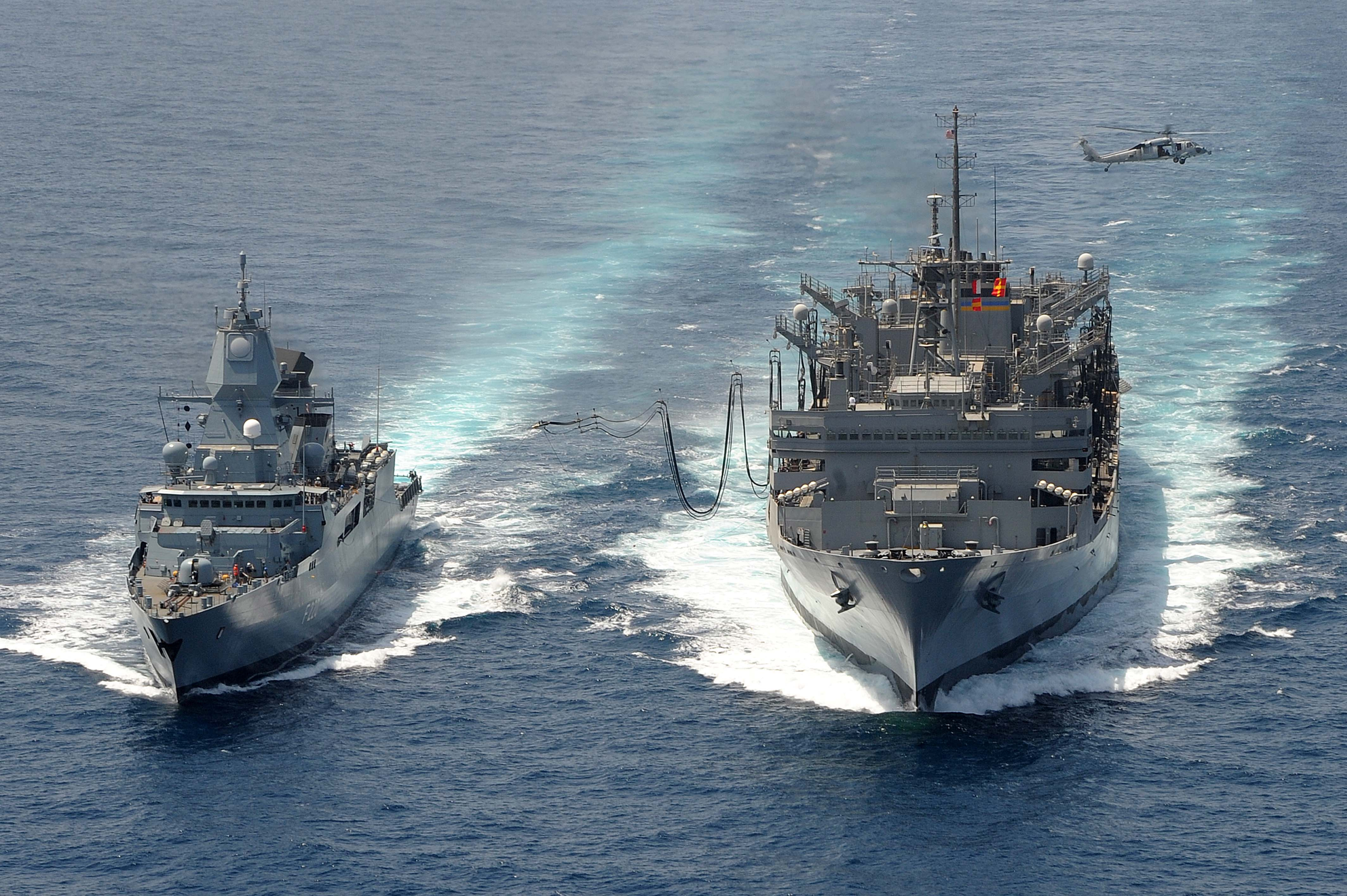
L'Hamburg effettua rifornimento in mare grazie alla nave da rifornimento americana USNS Bridge, marzo 2013.
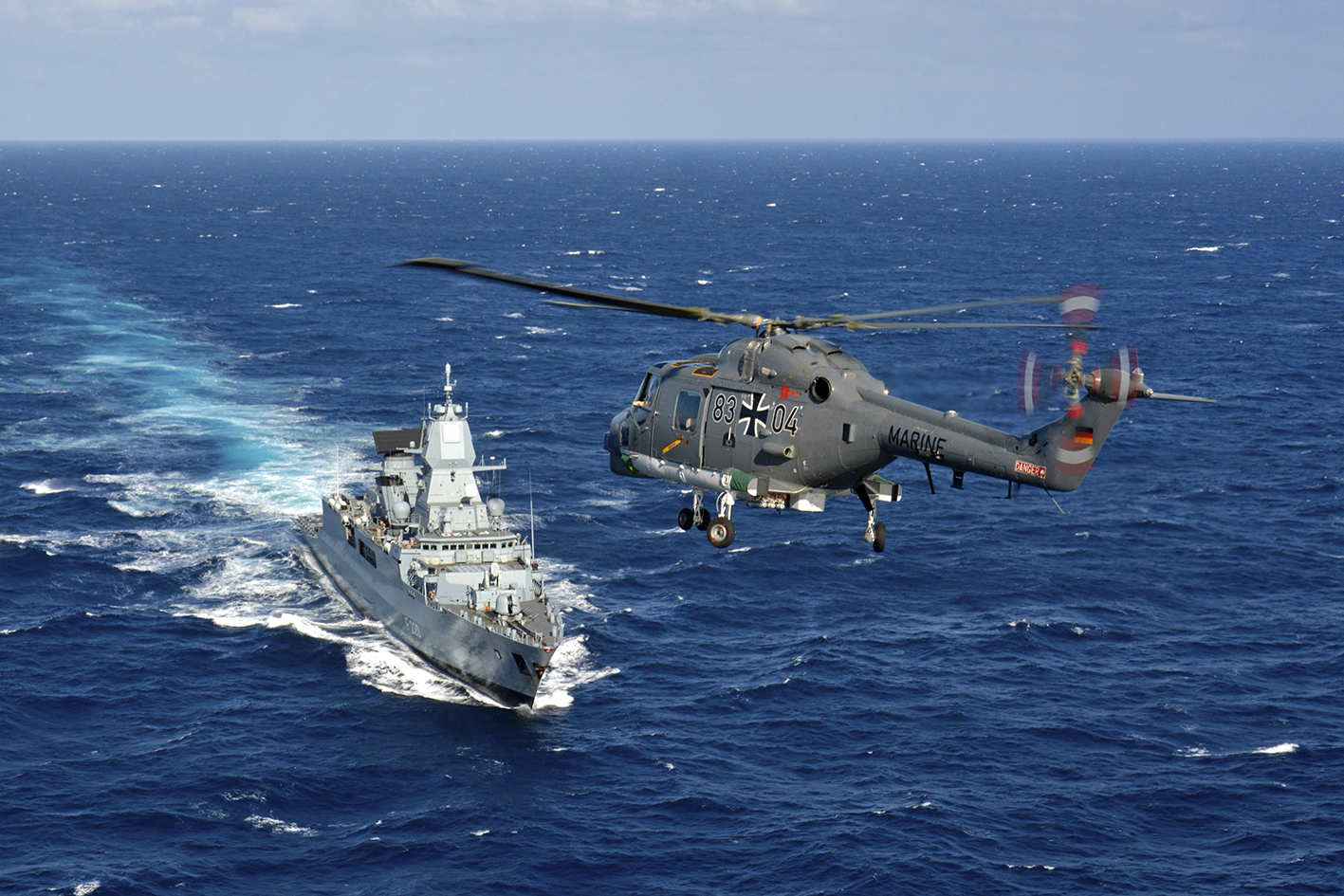
Un Sea Lynx sorvola la FGS Hamburg durante un'esercitazione nel 2015.
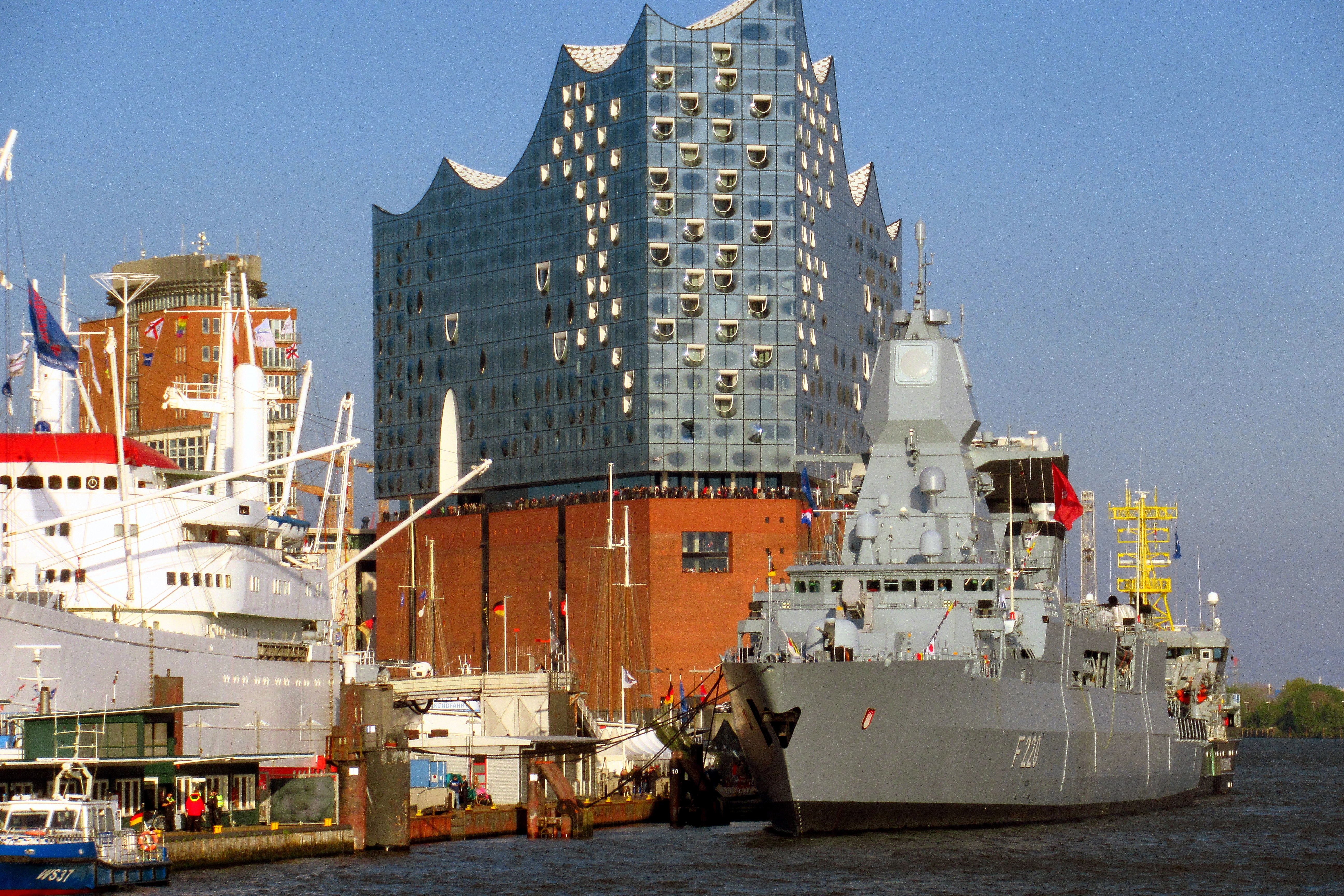
L'Hamburg ad Amburgo ormeggiata dinanzi all'Elbphilharmonie in occasione del compleanno del porto di Amburgo, maggio 2023.